# Pachypappa sacculi
Pachypappa sacculi är en insektsart som först beskrevs av David D. Gillette 1914.  Pachypappa sacculi ingår i släktet Pachypappa och familjen långrörsbladlöss. Inga underarter finns listade i Catalogue of Life.